# Crisis en el Laboratorio Nacional de Salud Pública
Una crisis en el Laboratorio Nacional de Salud Pública de Jartum en Sudán, comenzó después de que las Fuerzas Armadas de la República lo tomaran durante la tercera guerra civil sudanesa en abril de 2023. La Organización Mundial de la Salud (OMS) dijo el 25 de abril de 2023 que los técnicos habían sido expulsados del laboratorio y ya no pudieron acceder a él.

## Contexto
La guerra civil en Sudán comenzó el 15 de abril de 2023 tras los enfrentamientos entre las Fuerzas de Apoyo Rápido paramilitares y las Fuerzas Armadas del gobierno. Se informó de combates en todo Sudán, incluso en la capital, Jartum, donde se encuentra el Laboratorio Nacional de Salud Pública.

## Crisis
El laboratorio contiene aislamientos de polio, sarampión y cólera. El representante de la OMS en Sudán, el Dr. Nima Saeed Abid, dijo que "existe un enorme riesgo biológico asociado con la ocupación del laboratorio central de salud pública en Jartum por parte de una de las partes combatientes". La OMS también advirtió que los cortes de energía ponían en riesgo la contención de material biológico y el almacenamiento de hemoderivados.
Shahinaz Bedri, directora del laboratorio, dijo: "Hace varios días, grupos armados ingresaron al laboratorio, ordenaron a nuestro personal de seguridad que está capacitado para manejar emergencias que se fueran. Nos preocupa que pueda haber un riesgo biológico para ellos si abren frigoríficos, porque entran y sabotean.”